# Heike Friedrich (Synchronschwimmerin)
Heike Friedrich (* 22. August 1966 in Berlin) ist eine ehemalige deutsche Synchronschwimmerin.

## Karriere
Heike Friedrich, die für die Freie Schwimmer Bochum antrat wurde zwischen 1986 und 1988 zusammen mit Gerlind Scheller deutsche Meisterin im Duett. 1988 gewann sie diesen Titel auch in der Gruppe mit Gerlind Scheller, Doris Lehmann und Petra Geisberg.
In den Solowettkämpfen wurde sie 1987 Dritte und 1988 gewann sie Silber.
Bei den Olympischen Sommerspielen 1988 in Seoul trat sie sowohl im Einzelwettkampf (Rang 32) als auch im Duett (Rang 10) an.